# 京津新城

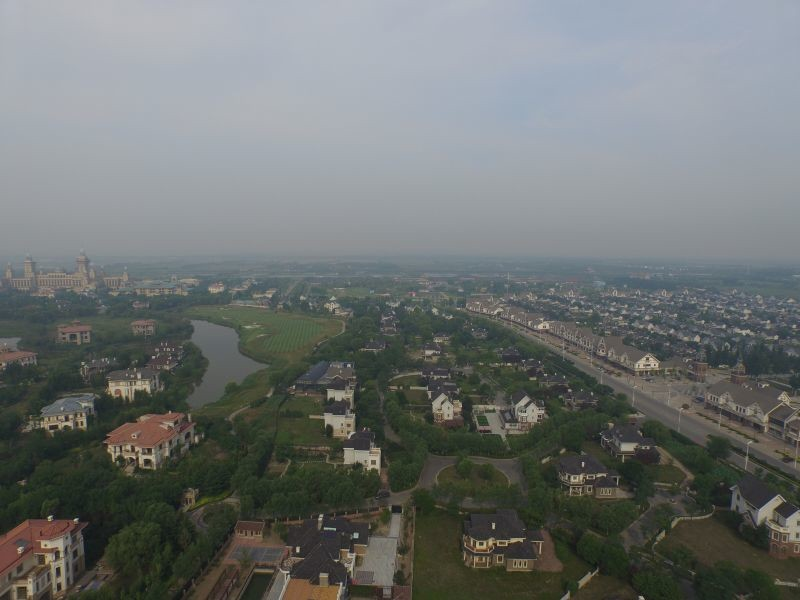
京津新城航拍图

京津新城，位于天津市宝坻区周良街道，为2006年国务院批准建设的天津市11个新城之一。其距宝坻主城区25公里、距北京首都国际机场88公里、距天津火车站47公里、距天津新港43公里、距天津机场30公里，预计容纳人口20至30万。京津新城由兩家公司聯合開發，其一為合生創展地產公司。2003年合生創展地產公司主席朱孟依不顧公司全體高層一致極力反對的後果，在建設上花费16亿元建设凯悦酒店、12亿元建设大觉禅寺、5亿元建设玉佛宫博物馆、4亿元建设温泉度假村、10多亿元建设北京科技大学天津学院和天津财经大学珠江学院，还斥重金打造了一个27洞的高尔夫球场，共花費200億人民幣，耗時8年，打造「京津新城」，並在那片鹽鹼地上興建數千棟別墅。按照開發商介紹，這裡最小的別墅面積接近200平方米，最大的超過1000平方米，並帶有幾百到上千平方米的私家花園。同時配套有溫泉度假村、高爾夫球場、體育俱樂部、大學城、商業街、寺廟等。然而，直到2015年時，這個大開發案卻被外界稱為是「亞洲最大鬼城」。

## 配套
目前京津新城一中及高铁站宝坻南站建设中皆已竣工。